# Élections communales bavaroises de 2020
Les élections communales de 2020 en Bavière ont lieu le 15 mars 2020 dans toutes les communes de l'État libre de Bavière afin d'élire les représentants des municipalités et des arrondissements ainsi que les bourgmestres et les administrateurs d'arrondissement de ces entités. Si aucun des candidats n'obtient plus de 50 % au premier tour, un second tour sera organisé le 29 mars entre les deux candidats en tête.
Au total, environ 39 500 sièges seront nouvellement élus dans les 71 arrondissements, les 25 villes-libres et dans plus de 2 000 communes de Bavière. Selon la loi bavaroise sur les élections locales, les représentants locaux sont élus tous les six ans lors d'élections générales combinant des élections partielles et à vote cumulatif, chaque électeur ayant autant de voix qu'il y a de sièges à attribuer au conseil local et aux conseils d'arrondissement.
Ces élections voient un fléchissement des partis traditionnels (CSU et SPD) au profit des Grünen qui arrivent en deuxième position, des Électeurs libres et de l'AfD.

## Contexte
Les élections ont lieu dans le contexte de l'épidémie de coronavirus.

## Modalités du scrutin
Lors des élections locales de 2020, la méthode Sainte-Laguë, qui remplace la méthode Hare-Niemeyer en vigueur depuis 2013, sera utilisée pour la première fois. Dans cette méthode, les deuxième voix des partis sont divisés par un certain nombre, le diviseur, qui doit être déterminé à nouveau pour chaque élection. Le nombre de mandats pour chaque parti est déterminé à partir des résultats arrondis. Elle est considérée comme la procédure de comptage qui cause le moins de désavantages aux grands et petits partis. La CSU avait préconisé le comptage selon la méthode D'Hondt,.

## Résultats

### Résultats globaux
|                          | Union chrétienne-sociale en Bavière (CSU) | 2 011 790  | 34,5 | 5,4 | 1938 | 298           |  |  |  |  |
|                          | Alliance 90 / Les Verts (Grünen)          | 1 018 724  | 17,5 | 6,6 | 880  | 316           |  |  |  |  |
|                          | Parti social-démocrate d'Allemagne (SPD)  | 797 589    | 13,7 | 7,0 | 738  | 359           |  |  |  |  |
|                          | Électeurs libres (FW)                     | 696 850    | 11,9 | 6,9 | 694  | 415           |  |  |  |  |
|                          | Groupes d'électeurs                       | 504 245    | 8,6  | 6,8 | 560  | 379           |  |  |  |  |
|                          | Alternative pour l'Allemagne (AfD)        | 277 140    | 4,7  | 4,4 | 262  | 254           |  |  |  |  |
|                          | Parti écologiste-démocrate (ÖDP)          | 199 423    | 3,4  | 0,3 | 187  | 6             |  |  |  |  |
|                          | Parti libéral-démocrate (FDP)             | 171 291    | 2,9  | 0,2 | 161  | 13            |  |  |  |  |
|                          | Die Linke                                 | 96 798     | 1,7  | 1,1 | 78   | 56            |  |  |  |  |
|                          | Autres                                    | 62 420     | 1,1  |     | 50   |               |  |  |  |  |
|                          |                                           |            |      |     |      |               |  |  |  |  |
| Votes valides            | Votes valides                             | 5 836 270  | 96,5 |     |      |               |  |  |  |  |
| Votes blancs et nuls     | Votes blancs et nuls                      | 211 395    | 3,5  |     |      |               |  |  |  |  |
| Total                    | Total                                     | 6 047 665  | 100  | -   | 5542 | en stagnation |  |  |  |  |
| Abstentions              | Abstentions                               | 4 230 938  | 41,2 |     |      |               |  |  |  |  |
| Inscrits / participation | Inscrits / participation                  | 10 278 603 | 58,8 |     |      |               |  |  |  |  |

| Partis | Partis                                    | Nombre | +/-           |
| ------ | ----------------------------------------- | ------ | ------------- |
|        | Union chrétienne-sociale en Bavière (CSU) | 12     | 1             |
|        | Parti social-démocrate d'Allemagne (SPD)  | 12     | 1             |
|        | Parti libéral-démocrate (FDP)             | 1      | en stagnation |
|        | Alliance 90 / Les Verts (Grünen)          | 0      | en stagnation |
|        | Alternative pour l'Allemagne (AfD)        | 0      | en stagnation |
|        | Électeurs libres (FW)                     | 0      | en stagnation |
|        | Die Linke                                 | 0      | en stagnation |
|        | Autres                                    | 0      | 2             |

| Partis | Partis                                    | Nombre | +/-           |
| ------ | ----------------------------------------- | ------ | ------------- |
|        | Union chrétienne-sociale en Bavière (CSU) | 53     | 2             |
|        | Électeurs libres (FW)                     | 10     | 6             |
|        | Parti social-démocrate d'Allemagne (SPD)  | 3      | 4             |
|        | Groupes d'électeurs                       | 3      | 4             |
|        | Alliance 90 / Les Verts (Grünen)          | 1      | en stagnation |
|        | Alternative pour l'Allemagne (AfD)        | 0      | en stagnation |
|        | Parti libéral-démocrate (FDP)             | 0      | en stagnation |
|        | Die Linke                                 | 0      | en stagnation |
|        | Autres                                    | 1      | en stagnation |

| Ville      | CDU/CSU | CDU/CSU | Les Verts | Les Verts | SPD  | SPD  | AfD | AfD | Die Linke | Die Linke | FDP | FDP | FW  | FW  | ÖDP | ÖDP |
| Ville      | %       | +/-     | %         | +/-       | %    | +/-  | %   | +/- | %         | +/-       | %   | +/- | %   | +/- | %   | +/- |
| ---------- | ------- | ------- | --------- | --------- | ---- | ---- | --- | --- | --------- | --------- | --- | --- | --- | --- | --- | --- |
| Münich     | 24,7    | 7,8     | 29,1      | 12,5      | 22,0 | 8,8  | 3,9 | 1,4 | 3,3       | 0,8       | 3,5 | 0,1 | 2,5 | 0,2 | 4,0 | 1,4 |
| Nuremberg  | 31,5    | 2,1     | 19,7      | 10,7      | 25,9 | 18,2 | 5,7 | Nv. | 3,9       | Nv.       | 2,1 | 0,1 | 2,8 | Nv. | 2,3 | 0,2 |
| Augsbourg  | 32,3    | 5,4     | 23,4      | 11,0      | 14,3 | 8,1  | 6,6 | 0,7 | 3,7       | 0,5       | 2,3 | 0,7 | 4,5 | 0,9 | 2,2 | 0,3 |
| Ratisbonne | 25,7    | 7,1     | 21,7      | 11,2      | 12,2 | 21,5 | 4,5 | Nv. | 3,0       | 0,1       | 3,3 | 0,3 | 5,9 | 1,0 | 7,2 | 0,8 |
| Ingolstadt | 26,8    | 17,8    | 15,2      | 5,1       | 17,5 | 1,9  | 7,6 | Nv. | 4,4       | 1,4       | 3,5 | 1,4 | 7,9 | 2,9 | 4,1 | 0,5 |

### Munich

#### Bourgmestre
| Partis                   | Partis                                    | Candidats                | Premier tour | Premier tour | Premier tour | Second tour | Second tour |
| Partis                   | Partis                                    | Candidats                | Voix         | %            | +/-          | Voix        | %           |
| ------------------------ | ----------------------------------------- | ------------------------ | ------------ | ------------ | ------------ | ----------- | ----------- |
|                          | Parti social-démocrate d'Allemagne (SPD)  | Dieter Reiter            | 259 928      | 47,9         | 7,5          | 401 856     | 71,7        |
|                          | Union chrétienne-sociale en Bavière (CSU) | Kristina Frank           | 115 795      | 21,3         | 15,4         | 158 773     | 28,3        |
|                          | Alliance 90 / Les Verts (Grünen)          | Katrin Habenschaden      | 112 121      | 20,7         | 6,0          |             |             |
|                          | Alternative pour l'Allemagne (AfD)        | Wolfgang Wiehle          | 14 988       | 2,8          | 1,5          |             |             |
|                          | Parti écologiste-démocrate (ÖDP)          | Tobias Ruff              | 8 464        | 1,6          | 0,5          |             |             |
|                          | Parti libéral-démocrate (FDP)             | Jörg Hoffman             | 8 201        | 1,5          | 0,1          |             |             |
|                          | Die Linke                                 | Thomas Lechner           | 7 232        | 1,3          | 0,1          |             |             |
|                          | Électeurs libres (FW)                     | Hans-Peter Mehling       | 5 003        | 0,9          | 0,2          |             |             |
|                          | Autres                                    |                          | 11 031       | 2,1          |              |             |             |
|                          |                                           |                          |              |              |              |             |             |
| Votes valides            | Votes valides                             | Votes valides            | 542 733      | 99,6         |              | 560 629     | 99,7        |
| Votes blancs et nuls     | Votes blancs et nuls                      | Votes blancs et nuls     | 1 997        | 0,4          | 1 616        | 0,3         |             |
| Total                    | Total                                     | Total                    | 544 730      | 100          | -            | 562 245     | 100         |
| Abstention               | Abstention                                | Abstention               | 565 841      | 51,0         |              | 546 780     | 49,3        |
| Inscrits / participation | Inscrits / participation                  | Inscrits / participation | 1 110 571    | 49,0         | 1 109 025    | 50,7        |             |

Le bourgmestre sortant Dieter Reiter parvient à améliorer son résultat et presque à convaincre un électeur sur deux. L'organisation d'un second tour où sa réélection semble quasiment assurée est cependant nécessaire.

#### Conseil municipal
|                           |                                           |            |      |      |        |               |
| Parti                     | Parti                                     | Voix       | %    | +/-  | Sièges | +/-           |
|                           | Alliance 90 / Les Verts (Grünen)          | 11 762 516 | 29,1 | 12,5 | 23     | 10            |
|                           | Union chrétienne-sociale en Bavière (CSU) | 9 986 014  | 24,7 | 7,8  | 20     | 6             |
|                           | Parti social-démocrate d'Allemagne (SPD)  | 8 884 562  | 22,0 | 8,8  | 18     | 7             |
|                           | Parti écologiste-démocrate (ÖDP)          | 1 598 539  | 4,0  | 1,4  | 3      | 1             |
|                           | Alternative pour l'Allemagne (AfD)        | 1 559 476  | 3,9  | 1,4  | 3      | 1             |
|                           | Parti libéral-démocrate (FDP)             | 1 420 194  | 3,5  | 0,1  | 3      | en stagnation |
|                           | Die Linke                                 | 1 319 464  | 3,3  | 0,8  | 3      | 1             |
|                           | Électeurs libres (FW)                     | 1 008 400  | 2,5  | 0,2  | 2      | en stagnation |
|                           | Autres                                    | 2 860 214  | 7,1  |      | 5      |               |
|                           |                                           |            |      |      |        |               |
| Suffrages exprimés        | Suffrages exprimés                        | 531 527    | 97,6 |      |        |               |
| Votes blancs et invalides | Votes blancs et invalides                 | 12 937     | 2,4  |      |        |               |
| Total                     | Total                                     | 544 464    | 100  | -    | 80     | en stagnation |
| Abstentions               | Abstentions                               | 566 107    | 51,0 |      |        |               |
| Inscrits / participation  | Inscrits / participation                  | 1 110 571  | 49,0 |      |        |               |

### Nuremberg

#### Bourgmestre
| Candidats                | Candidats                | Partis                   | Premier tour | Premier tour | Premier tour | Second tour | Second tour |
| Candidats                | Candidats                | Partis                   | Voix         | %            | +/-          | Voix        | %           |
| ------------------------ | ------------------------ | ------------------------ | ------------ | ------------ | ------------ | ----------- | ----------- |
|                          | Marcus König             | CSU                      | 66 521       | 36,45        | 12,33        | 103 926     | 52,20       |
|                          | Thorsten Brehm           | SPD                      | 63 742       | 34,93        | 32,19        | 95 176      | 47,80       |
|                          | Verena Osgyan            | Grünen                   | 27 535       | 15,09        | 13,40        |             |             |
|                          | Roland Hübscher          | AfD                      | 7 696        | 4,22         | Nv.          |             |             |
|                          | Titus Schüller           | Die Linke                | 4 631        | 2,54         | Nv.          |             |             |
|                          | Autres candidats         | Autres candidats         | 12 368       | 6,77         | -            |             |             |
|                          |                          |                          |              |              |              |             |             |
| Votes valides            | Votes valides            | Votes valides            | 182 493      | 99,57        |              | 199 102     | 99,17       |
| Votes blancs et nuls     | Votes blancs et nuls     | Votes blancs et nuls     | 790          | 0,43         | 1 675        | 0,83        |             |
| Total                    | Total                    | Total                    | 183 283      | 100          | -            | 200 777     | 100         |
| Abstention               | Abstention               | Abstention               | 206 264      | 52,95        |              | 188 211     | 48,38       |
| Inscrits / participation | Inscrits / participation | Inscrits / participation | 389 547      | 47,05        | 388 998      | 51,62       |             |

Marcus König (CSU) l'emporte face au candidat du SPD Thorsten Brehm.

#### Conseil municipal
|                           |                                           |           |       |               |        |               |
| Parti                     | Parti                                     | Voix      | %     | +/-           | Sièges | +/-           |
|                           | Union chrétienne-sociale en Bavière (CSU) | 3 422 649 | 31,52 | 2,12          | 22     | 1             |
|                           | Parti social-démocrate d'Allemagne (SPD)  | 2 808 333 | 25,86 | 18,21         | 18     | 14            |
|                           | Alliance 90 / Les Verts (Grünen)          | 2 136 336 | 19,68 | 10,67         | 14     | 8             |
|                           | Alternative pour l'Allemagne (AfD)        | 619 965   | 5,71  | Nv.           | 4      | 4             |
|                           | Die Linke                                 | 426 798   | 3,93  | Nv.           | 3      | 3             |
|                           | Électeurs libres (FW)                     | 305 720   | 2,82  | en stagnation | 2      | 1             |
|                           | Parti écologiste-démocrate (ÖDP)          | 251 974   | 2,32  | 0,24          | 2      | en stagnation |
|                           | Parti libéral-démocrate (FDP)             | 227 743   | 2,10  | 0,09          | 1      | en stagnation |
|                           | Autres                                    | 658 453   | 6,07  |               | 4      |               |
|                           |                                           |           |       |               |        |               |
| Suffrages exprimés        | Suffrages exprimés                        | 170 421   | 97,66 |               |        |               |
| Votes blancs et invalides | Votes blancs et invalides                 | 4 084     | 2,34  |               |        |               |
| Total                     | Total                                     | 174 505   | 100   | -             | 70     | en stagnation |
| Abstentions               | Abstentions                               | 215 042   | 55,20 |               |        |               |
| Inscrits / participation  | Inscrits / participation                  | 389 547   | 44,80 |               |        |               |

### Augsbourg

#### Bourgmestre
| Partis                   | Partis                                    | Candidats                | Premier tour | Premier tour | Premier tour | Second tour | Second tour |
| Partis                   | Partis                                    | Candidats                | Voix         | %            | +/-          | Voix        | %           |
| ------------------------ | ----------------------------------------- | ------------------------ | ------------ | ------------ | ------------ | ----------- | ----------- |
|                          | Union chrétienne-sociale en Bavière (CSU) | Eva Weber                | 41 534       | 43,1         | 8,7          | 63 762      | 62,3        |
|                          | Parti social-démocrate d'Allemagne (SPD)  | Dirk Wurm                | 18 116       | 18,8         | 9,2          | 38 532      | 37,7        |
|                          | Alliance 90 / Les Verts (Grünen)          | Martina Wild             | 17 851       | 18,5         | 12,0         |             |             |
|                          | Alternative pour l'Allemagne (AfD)        | Andreas Jurca            | 4 673        | 4,8          | 1,0          |             |             |
|                          | Électeurs libres (FW)                     | Peter Hummel             | 3 054        | 3,2          | 0,4          |             |             |
|                          | Die Linke                                 | Frederik Hintermayr      | 2 564        | 2,7          | 0,8          |             |             |
|                          | Autres                                    |                          | 8 686        | 9,0          |              |             |             |
|                          |                                           |                          |              |              |              |             |             |
| Votes valides            | Votes valides                             | Votes valides            | 96 478       | 99,4         |              | 102 294     | 99,4        |
| Votes blancs et nuls     | Votes blancs et nuls                      | Votes blancs et nuls     | 576          | 0,6          | 661          | 0,3         |             |
| Total                    | Total                                     | Total                    | 97 054       | 100          | -            | 102 955     | 100         |
| Abstention               | Abstention                                | Abstention               | 117 056      | 54,7         |              | 111 027     | 51,9        |
| Inscrits / participation | Inscrits / participation                  | Inscrits / participation | 214 110      | 45,3         | 213 982      | 48,1        |             |

La bourgmestre Eva Weber est réélue à l'issue d'un second tour qu'elle remporte largement.

#### Conseil municipal
|                           |                                           |           |      |      |        |               |
| Parti                     | Parti                                     | Voix      | %    | +/-  | Sièges | +/-           |
|                           | Union chrétienne-sociale en Bavière (CSU) | 1 653 781 | 32,3 | 5,4  | 20     | 3             |
|                           | Alliance 90 / Les Verts (Grünen)          | 1 198 090 | 23,4 | 11,0 | 14     | 7             |
|                           | Parti social-démocrate d'Allemagne (SPD)  | 734 066   | 14,3 | 8,1  | 9      | 4             |
|                           | Alternative pour l'Allemagne (AfD)        | 337 834   | 6,6  | 0,7  | 4      | en stagnation |
|                           | Électeurs libres (FW)                     | 230 952   | 4,5  | 0,9  | 3      | 1             |
|                           | Die Linke                                 | 189 034   | 3,7  | 0,5  | 2      | en stagnation |
|                           | Parti libéral-démocrate (FDP)             | 117 201   | 2,3  | 0,7  | 1      | en stagnation |
|                           | Autres                                    | 666 649   | 13,0 |      | 7      |               |
|                           |                                           |           |      |      |        |               |
| Suffrages exprimés        | Suffrages exprimés                        | 94 934    | 97,9 |      |        |               |
| Votes blancs et invalides | Votes blancs et invalides                 | 2 079     | 2,1  |      |        |               |
| Total                     | Total                                     | 97 013    | 100  | -    | 60     | en stagnation |
| Abstentions               | Abstentions                               | 117 097   | 54,7 |      |        |               |
| Inscrits / participation  | Inscrits / participation                  | 214 110   | 45,3 |      |        |               |

### Ratisbonne

#### Bourgmestre
| Partis                   | Partis                                    | Candidats                    | Premier tour | Premier tour | Premier tour | Second tour | Second tour |
| Partis                   | Partis                                    | Candidats                    | Voix         | %            | +/-          | Voix        | %           |
| ------------------------ | ----------------------------------------- | ---------------------------- | ------------ | ------------ | ------------ | ----------- | ----------- |
|                          | Union chrétienne-sociale en Bavière (CSU) | Astrid Freudenstein          | 17 864       | 29,50        | 2,8          | 31 525      | 49,26       |
|                          | Parti social-démocrate d'Allemagne (SPD)  | Gertrud Maltz-Schwarzfischer | 13 416       | 22,15        | 27,9         | 32 471      | 50,74       |
|                          | Association citoyenne « Brücke »          | Joachim Wolbergs             | 10 724       | 17,71        | Nv.          |             |             |
|                          | Alliance 90 / Les Verts (Grünen)          | Stefan Christoph             | 8 728        | 14,41        | 11,0         |             |             |
|                          | Électeurs libres (FW)                     | Ludwig Artinger              | 3 183        | 5,26         | 0,5          |             |             |
|                          | Parti écologiste-démocrate (ÖDP)          | Benedikt Suttner             | 2 255        | 3,72         | 0,7          |             |             |
|                          | Parti libéral-démocrate (FDP)             | Horst Meierhofer             | 1 294        | 2,14         | 0,1          |             |             |
|                          | Die Linke                                 | Irmgard Freihoffer           | 1 087        | 1,79         | 0,4          |             |             |
|                          | Autres                                    |                              | 2 010        | 3,32         |              |             |             |
|                          |                                           |                              |              |              |              |             |             |
| Votes valides            | Votes valides                             | Votes valides                | 60 561       | 99,45        |              | 63 996      | 99,67       |
| Votes blancs et nuls     | Votes blancs et nuls                      | Votes blancs et nuls         | 334          | 0,55         | 209          | 0,33        |             |
| Total                    | Total                                     | Total                        | 60 895       | 100          | -            | 64 205      | 100         |
| Abstention               | Abstention                                | Abstention                   | 54 607       | 42,78        |              | 60 817      | 52,69       |
| Inscrits / participation | Inscrits / participation                  | Inscrits / participation     | 115 502      | 52,72        | 115 424      | 47,31       |             |

Le bourgmestre sortant Joachim Wolbergs, ancien candidat sous l'étiquette SPD, se représente à la tête de la liste citoyenne « Brücke ». Il avait été contraint de quitter le SPD au cours de son mandat à la suite de poursuites judiciaires pour corruption.
Il atteint la troisième place, ne parvenant pas au second tour.
La candidate du SPD Gertrud Maltz-Schwarzfischer remporte le second tour de peu face à la candidate de la CSU Astrid Freudenstein.

#### Conseil municipal
|                           |                                           |         |       |      |        |               |
| Parti                     | Parti                                     | Voix    | %     | +/-  | Sièges | +/-           |
|                           | Union chrétienne-sociale en Bavière (CSU) | 706 076 | 25,69 | 7,1  | 13     | 3             |
|                           | Alliance 90 / Les Verts (Grünen)          | 596 241 | 21,70 | 11,2 | 11     | 6             |
|                           | Association citoyenne « Brücke »          | 339 420 | 12,35 | Nv.  | 6      | 6             |
|                           | Parti social-démocrate d'Allemagne (SPD)  | 335 690 | 12,22 | 21,5 | 6      | 11            |
|                           | Parti écologiste-démocrate (ÖDP)          | 196 771 | 7,16  | 0,8  | 4      | 1             |
|                           | Électeurs libres (FW)                     | 162 245 | 5,90  | 1,0  | 3      | en stagnation |
|                           | Alternative pour l'Allemagne (AfD)        | 122 186 | 4,45  | Nv.  | 2      | 2             |
|                           | Parti libéral-démocrate (FDP)             | 91 200  | 3,32  | 0,3  | 2      | en stagnation |
|                           | Die Linke                                 | 81 312  | 2,96  | 0,1  | 1      | 1             |
|                           | Autres                                    | 116 885 | 4,25  |      | 2      |               |
|                           |                                           |         |       |      |        |               |
| Suffrages exprimés        | Suffrages exprimés                        | 60 653  | 97,17 |      |        |               |
| Votes blancs et invalides | Votes blancs et invalides                 | 1 714   | 2,83  |      |        |               |
| Total                     | Total                                     | 62 637  | 100   | -    | 50     | en stagnation |
| Abstentions               | Abstentions                               | 53 662  | 46,94 |      |        |               |
| Inscrits / participation  | Inscrits / participation                  | 114 315 | 53,06 |      |        |               |

### Ingolstadt

#### Bourgmestre
| Partis                   | Partis                                     | Candidats                | Premier tour | Premier tour | Premier tour | Second tour | Second tour |
| Partis                   | Partis                                     | Candidats                | Voix         | %            | +/-          | Voix        | %           |
| ------------------------ | ------------------------------------------ | ------------------------ | ------------ | ------------ | ------------ | ----------- | ----------- |
|                          | Union chrétienne-sociale en Bavière (CSU)  | Christian Lösel          | 15 465       | 33,73        | 18,89        | 23 479      | 40,72       |
|                          | Parti social-démocrate d'Allemagne (SPD)   | Christian Scharpf        | 15 427       | 33,65        | 5,30         | 34 183      | 59,28       |
|                          | Alliance 90 / Les Verts (Grünen)           | Petra Kleine             | 4 240        | 9,25         | 3,85         |             |             |
|                          | Électeurs libres (FW)                      | Hans Stachel             | 3 808        | 8,31         | Nv.          |             |             |
|                          | Communauté citoyenne d'Ingolstadt (BGI)    | Christian Lange          | 2 228        | 4,86         | 2,23         |             |             |
|                          | Die Linke                                  | Christian Pauling        | 1 560        | 3,40         | 1,76         |             |             |
|                          | Parti libéral-démocrate (FDP)              | Jakob Schaüble           | 1 160        | 2,53         | 1,17         |             |             |
|                          | Démocrates indépendants d'Ingolstadt (UDI) | Jürgen Köhler            | 1 083        | 2,36         | Nv.          |             |             |
|                          | Parti écologiste-démocrate (ÖDP)           | Raimund Köstler          | 872          | 1,90         | 0,12         |             |             |
|                          |                                            |                          |              |              |              |             |             |
| Votes valides            | Votes valides                              | Votes valides            | 45 843       | 98,86        |              | 57 662      | 99,68       |
| Votes blancs et nuls     | Votes blancs et nuls                       | Votes blancs et nuls     | 529          | 1,14         | 186          | 0,32        |             |
| Total                    | Total                                      | Total                    | 46 372       | 100          | -            | 57 848      | 100         |
| Abstention               | Abstention                                 | Abstention               | 54 721       | 54,13        |              | 46 347      | 42,76       |
| Inscrits / participation | Inscrits / participation                   | Inscrits / participation | 101 093      | 45,87        | 101 068      | 57,24       |             |

Christian Scharpf bat le maire sortant Christian Lösel à l'issue d'un second tour où il remporte presque 60 % des voix.

#### Conseil municipal
|                           |                                            |         |       |      |        |               |
| Parti                     | Parti                                      | Voix    | %     | +/-  | Sièges | +/-           |
|                           | Union chrétienne-sociale en Bavière (CSU)  | 546 260 | 26,78 | 17,8 | 13     | 9             |
|                           | Parti social-démocrate d'Allemagne (SPD)   | 356 432 | 17,48 | 1,9  | 9      | 1             |
|                           | Alliance 90 / Les Verts (Grünen)           | 310 736 | 15,24 | 5,1  | 8      | 3             |
|                           | Électeurs libres (FW)                      | 160 734 | 7,88  | 2,9  | 4      | 1             |
|                           | Alternative pour l'Allemagne (AfD)         | 155 453 | 7,62  | Nv.  | 4      | 4             |
|                           | Communauté citoyenne d'Ingolstadt (BGI)    | 98 000  | 4,81  | 1,1  | 2      | en stagnation |
|                           | Démocrates indépendants d'Ingolstadt (UDI) | 93 789  | 4,60  | Nv.  | 2      | 2             |
|                           | Die Linke                                  | 90 090  | 4,42  | 1,4  | 2      | en stagnation |
|                           | Parti écologiste-démocrate (ÖDP)           | 83 890  | 4,11  | 0,5  | 2      | en stagnation |
|                           | Parti libéral-démocrate (FDP)              | 72 150  | 3,54  | 1,4  | 2      | 1             |
|                           | Union des jeunes de Bavière (JU)           | 71 957  | 3,53  | Nv.  | 2      | 2             |
|                           |                                            |         |       |      |        |               |
| Suffrages exprimés        | Suffrages exprimés                         | 44 916  | 97,1  |      |        |               |
| Votes blancs et invalides | Votes blancs et invalides                  | 1 343   | 2,90  |      |        |               |
| Total                     | Total                                      | 46 259  | 100   | -    | 50     | en stagnation |
| Abstentions               | Abstentions                                | 54 842  | 54,24 |      |        |               |
| Inscrits / participation  | Inscrits / participation                   | 101 101 | 45,76 |      |        |               |